# Siper

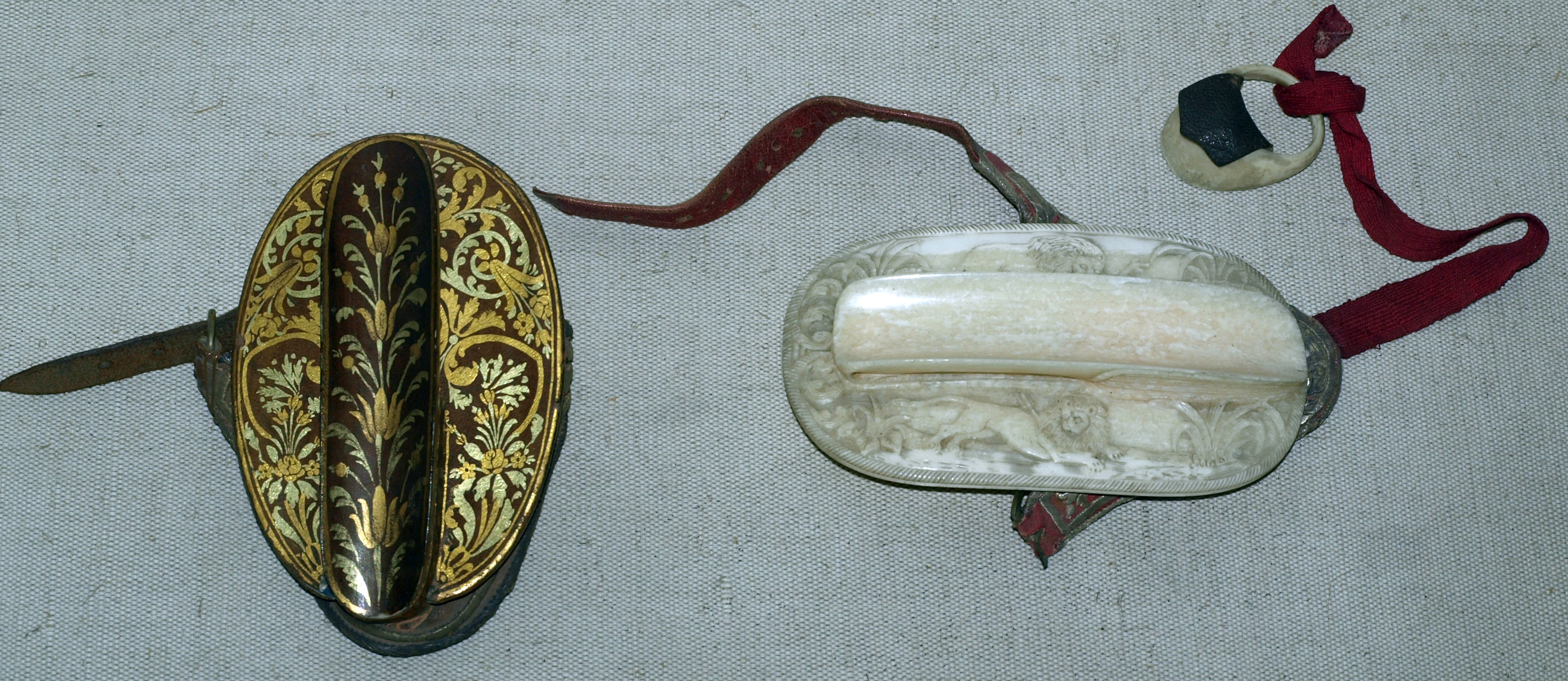
Deux exemples de siper exposés au Topkapı Saray à Istanbul.

Un siper  est un accessoire d’archerie ottomane, en usage à partir du XVIIe siècle. Fixé au poignet et au pouce de l’archer par des lanières, il consiste en une petite plateforme faisant office de guide-flèche grâce à une rainure tubulaire où vient reposer la flèche. Il fonctionne comme un réducteur d’allonge en permettant à l’archer d’utiliser des flèches beaucoup plus courtes que son allonge : ces flèches courtes étaient plus légères et possédaient grâce à cette technique de tir une vélocité initiale et une portée plus grande que les flèches classiques. 
Le siper s’apparente, dans sa fonction, au tube utilisé par les archers coréens pour guider la flèche. L’originalité du siper par rapport aux dispositifs similaires existant dans d’autres civilisations est donc que l’accessoire est fixé au poignet et non à l’arc.
Il pouvait être utilisé aussi pour le tir sur cible.